# 波野村 (茨城県)
波野村（なみのむら）は茨城県鹿島郡にかつて存在した村である。

## 地理
- 現在の鹿嶋市の中部に位置する。
- 村は太平洋に面している。

## 歴史

### 村域の変遷
- 1889年（明治22年）4月1日 - 町村制施行により、神向寺村・清水村・明石村・小宮作村・下津村が合併し鹿島郡波野村が発足。
- 1954年（昭和29年）9月15日 - 波野村は高松村・豊津村・豊郷村とともに鹿島町に編入され、消滅。
- 1995年（平成7年）9月1日 - 鹿島町が大野村を編入。同日、改称・市制施行し、鹿嶋市となる。

変遷表
| 1868年 以前 | 1868年 以前 | 明治22年 4月1日 | 昭和29年 9月15日 | 平成7年 9月1日    | 現在   |
| ----------- | ----------- | --------------- | ---------------- | ----------------- | ------ |
|             | 田谷村      | 波野村          | 鹿島町 に編入    | 鹿嶋市に 市制改称 | 鹿嶋市 |
|             | 猿田村      | 波野村          | 鹿島町 に編入    | 鹿嶋市に 市制改称 | 鹿嶋市 |
|             | 田谷沼新田  | 波野村          | 鹿島町 に編入    | 鹿嶋市に 市制改称 | 鹿嶋市 |
|             | 田野辺村    | 波野村          | 鹿島町 に編入    | 鹿嶋市に 市制改称 | 鹿嶋市 |
|             | 沼尾村      | 波野村          | 鹿島町 に編入    | 鹿嶋市に 市制改称 | 鹿嶋市 |

## 人口・世帯

### 人口
総数 [単位： 人]
| 1891年（明治24年） | 1,720 |
| 1920年（大正 9年） | 2,024 |
| 1935年（昭和10年） | 2,191 |
| 1950年（昭和25年） | 2,849 |

### 世帯
総数 [単位： 世帯]
| 1920年（大正 9年） | 420 |
| 1935年（昭和10年） | 409 |
| 1950年（昭和25年） | 491 |

## 道路
- 二級国道
  - 国道123号（ → 国道51号）